# J. J. Pickle
James Jarrell Pickle (11 de Outubro de 1913 – 18 de Junho de 2005), também conhecido como "J.J. 'Jake' Pickle", foi um Representante dos Estados Unidos do 10º distrito do Congresso do Texas de 1963 à 1995.
Pickle nasceu em Big Spring, Texas. Ganhou seu apelido Jake de um personagem travesso que ele retratou em uma peça de família quando tinha quatro anos. Pickle foi um Escoteiro Águia e vencedor do Prêmio Distinto de Escoteiro Águia dos Escoteiros da América.
Pickle frequentou as escolas públicas em Big Spring e recebeu seu Bacharel de Artes da Universidade do Texas em Austin onde foi um membro da equipe de campeonato de natação da Conferência Sudoeste de 1934 e o presidente do conselho estudantil no último ano em 1937. Também era um membro da Sociedade de Frade. Pickle foi apresentado pelo futuro governador John Connally ao Representante Lyndon Johnson, que serviu como seu mentor político. Ajudou este último em sua campanha eleitoral de 1940 e ajudou Lady Bird Johnson na gestão do escritório do Congresso. Quando os Estados Unidos entrou na Segunda Guerra Mundial, Pickle juntou-se a Marinha como um oficial de artilharia e esteve no USS St. Louis e no USS Miami, sobrevivendo à três ataques de torpedo. Quando a guerra terminou, ele, Johnson e Connally ajudaram a fundar uma estação de rádio (KVET) em Austin, Texas. Depois de 10 anos no ramo de publicidade, juntou-se ao Comitê Executivo Eleitoral Democrata do Texas em 1957.
De 1961 a 1963, Pickle foi um membro da Comissão de Emprego do Texas, desde então renomeado como Comissão de Trabalhadores do Texas. Ele serviu sob nomeação do Governador Price Daniel.
Pickle foi eleito como um Democrata ao 88º Congresso, por eleição parcial, para preencher a vaga devido à demissão do Representante dos EUA, Homer Thornberry, que tornou-se um juiz do Distrito dos Estados Unidos. Pickle foi reeleito 15 vezes antes de se aposentar no final do seu mandato de 1993-94. Sua marca registrada de campanha foi um brinquedo de borracha "picles estridente" e distribuiu àqueles que ele conheceu em locais de desfiles.

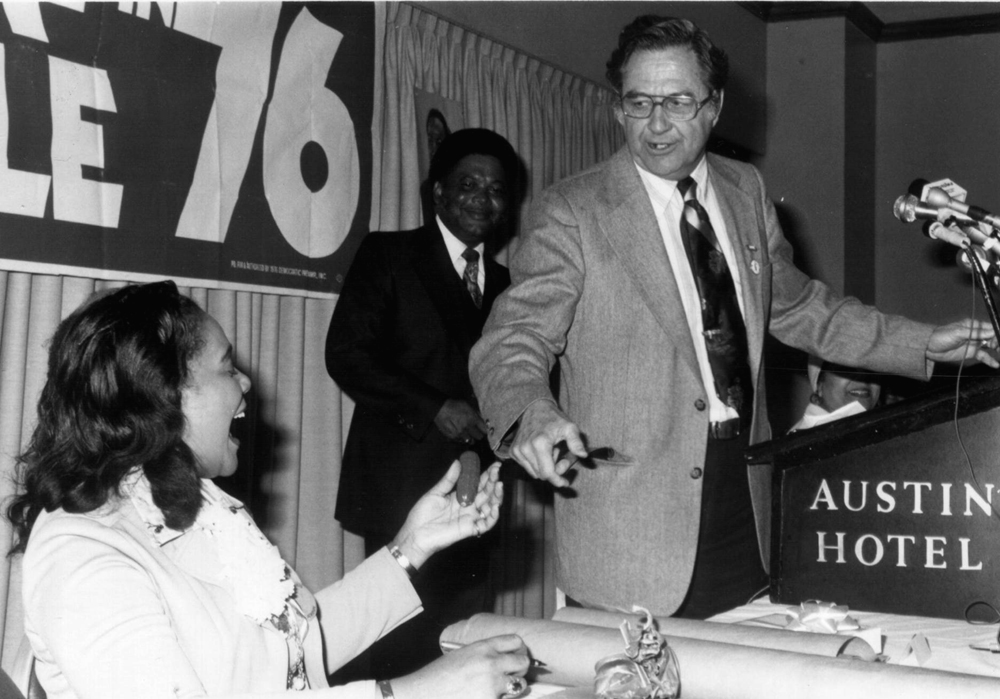
Jake Pickle entrega à Coretta King um "picles estridente" em um comício de campanha em Austin, em 1976

Enquanto estava na Câmara, Pickle subiu nos cargos para se tornar o terceiro Democrata no Comitê da Câmara de Formas e Meios. Ele foi um dos apenas seis Representantes do Sul a votar na Lei dos Direitos Civis de 1964 e passou a desempenhar um papel fundamental na aprovação da grande legislação de reforma da Segurança Social em 1983 para salvar o sistema de insolvência. As reformas aumentaram a taxa de imposto do empregado, aumentou lentamente o benefício total da aposentadoria para 67 e tributou alguns dos benefícios. Ele considerou esta legislação sua maior realização.
Pickle conseguiu encaminhar dinheiro para pesquisa à Universidade do Texas, e hoje a Universidade Campus de Pesquisa J. J. Pickle foi nomeada em sua homenagem. Foi muito influente na cidade de Austin, Texas, bem como, principalmente por realocar o aeroporto principal de Austin de Aeroporto Municipal Robert Mueller para Aeroporto Internacional de Austin-Bergstrom. Ele também foi fundamental em trazer os consórcios SEMATECH e MCC para Austin.

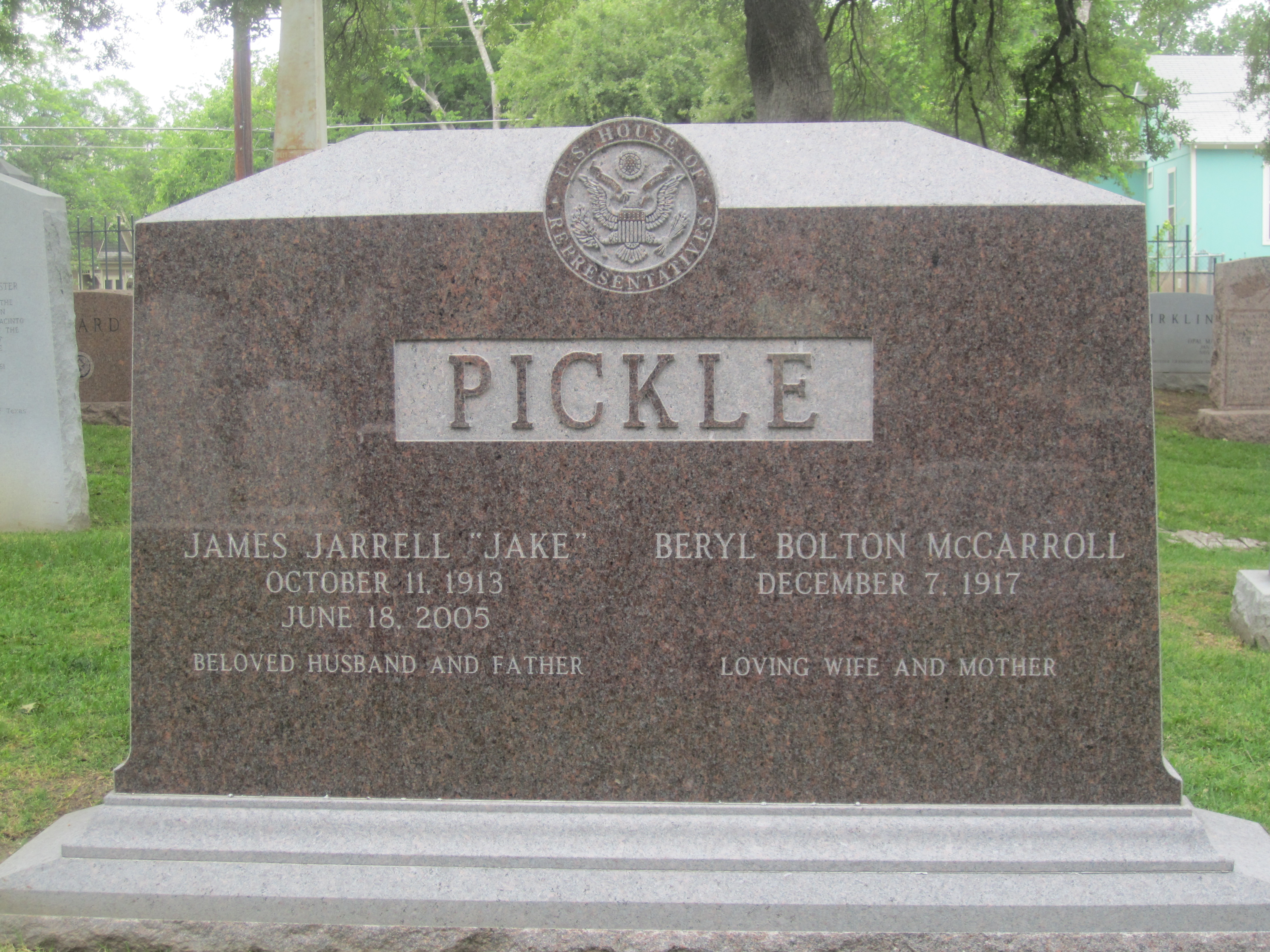
Túmulo de Jake Pickle no Cemitério do Estado do Texas, em Austin, Texas

Antes de Pickle ir para a Segunda Guerra Mundial em 1942, casou-se com Ella Nora "Querida" Critz. Eles tiveram uma filha juntos. Critz morreu em 1952 e Pickle casou-se com Beryl Bolton McCarroll em 1960. Pickle foi diagnosticado com câncer de próstata em 1991 e linfoma em 2001. Morreu em sua casa em Austin em 18 de Junho de 2005 por complicações do câncer e está enterrado no Cemitério do Estado do Texas.
Peggy Pickle foi a única filha de Jake Pickle. Ela ainda faz contribuições para a Universidade do Texas em Austin em nome do pai dela. Em 1997, Jake e Peggy Pickle escreveram um livro juntos, chamado Jake com um prefácio pela ex-governadora do Texas, Ann Richards.